# Licopolia keniensis
Licopolia keniensis är en svampart som beskrevs av Hansf. 1947. Licopolia keniensis ingår i släktet Licopolia, klassen Dothideomycetes, divisionen sporsäcksvampar och riket svampar.   Inga underarter finns listade i Catalogue of Life.